# 徐宏光
徐宏光（1960年1月—），男，漢族，內蒙古赤峰市翁牛特旗人，畢業於內蒙古大學漢語言文學系漢語言文學專業，大學學歷。1976年8月參加工作，1985年11月加入中國共產黨。

## 生平
16歲時曾參與下鄉運動，後來就讀於內蒙古大學漢語言文學系漢語言文學專業，並獲取大學學歷。畢業後進入內蒙古自治區司法廳工作，曾任基層工作指導處處長、計財裝備處處長。2011年4月，升任內蒙古自治區司法廳副廳長、黨委委員。2015年11月，兼任自治區監獄管理局黨委局長、副書記。2020年3月退休。
2020年6月22日，內蒙古自治區紀委監委宣布徐宏光涉嫌嚴重違紀違法，正在接受紀律審查和監察調查。